# Julian Reid
Julian Chiagoziem Reid (* 23. September 1988 in Kingston) ist ein ehemaliger britisch-jamaikanischer Leichtathlet, der im Weit- und Dreisprung an den Start ging.

## Sportliche Laufbahn
Erste internationale Erfahrungen sammelte Julian Reid im Jahr 2005, als er bei den Jugendweltmeisterschaften in Marrakesch mit 6,41 m in der Qualifikationsrunde im Weitsprung ausschied. Im Jahr darauf belegte er bei den CAC-Juniorenmeisterschaften in Port of Spain mit 2,05 m den fünften Platz im Hochsprung und 2007 siegte er mit 7,39 m bei den CARIFTA Games in Providenciales im Weitsprung und sicherte sich im Hochsprung mit 2,08 m die Silbermedaille. Anschließend gewann er bei den Panamerikanischen Juniorenmeisterschaften in São Paulo mit 7,55 m die Silbermedaille im Weitsprung und belegte mit 15,11 m den sechsten Platz im Dreisprung. Zudem begann er im selben Jahr ein Studium an der Texas A&M University in den Vereinigten Staaten. 2008 belegte er bei den Zentralamerika- und Karibikmeisterschaften (CAC) in Cali mit 7,76 m den vierten Platz im Weitsprung und im Jahr darauf schied er bei den Weltmeisterschaften in Berlin mit 16,49 m in der Qualifikationsrunde im Dreisprung aus. 2011 startete er für das Vereinigte Königreich bei der Sommer-Universiade in Shenzhen und belegte dort mit 16,61 m den fünften Platz im Dreisprung und gewann im Weitsprung mit 7,96 m die Bronzemedaille hinter dem Chinesen Su Xiongfeng und Marquise Goodwin aus den Vereinigten Staaten. Im Jahr darauf verpasste er bei den Europameisterschaften in Helsinki mit 7,73 m den Finaleinzug im Weitsprung und 2014 schied er bei den Europameisterschaften in Zürich mit 16,52 m in der Vorrunde im Dreisprung aus. 2016 gewann er dann bei den Europameisterschaften in Amsterdam mit 16,76 m die Bronzemedaille im Dreisprung hinter dem Deutschen Max Heß und Karol Hoffmann aus Polen. 2019 verpasste er bei den Halleneuropameisterschaften in Glasgow mit 15,93 m den Finaleinzug und 2022 beendete er seine aktive sportliche Karriere im Alter von 34 Jahren.
2008 wurde Reid jamaikanischer Meister im Weitsprung sowie 2008 und 2009 im Dreisprung. Zudem wurde er von 2013 bis 2015 britischer Meister im Dreisprung im Freien sowie 2014 in der Halle.

## Persönliche Bestleistungen
- Hochsprung: 2,10 m, 17. Februar 2007 in Kingston
- Weitsprung: 8,08 m (+0,7 m/s), 25. Juni 2011 in Kingston
- Dreisprung: 16,98 m (+1,4 m/s), 13. Juni 2009 in Fayetteville